# Mietvilla Antonie Welte
Die Mietvilla von Antonie Welte steht in der Oberen Bergstraße 82 im Stadtteil Niederlößnitz der sächsischen Stadt Radebeul. Sie wurde 1898 durch den Baumeister F. A. Bernhard Große erbaut. Das Anwesen liegt im Denkmalschutzgebiet Historische Weinberglandschaft Radebeul, der obere Teil des langgestreckt bis an die Hangkante reichenden Grundstücks liegt auch im Landschaftsschutzgebiet Lößnitz.

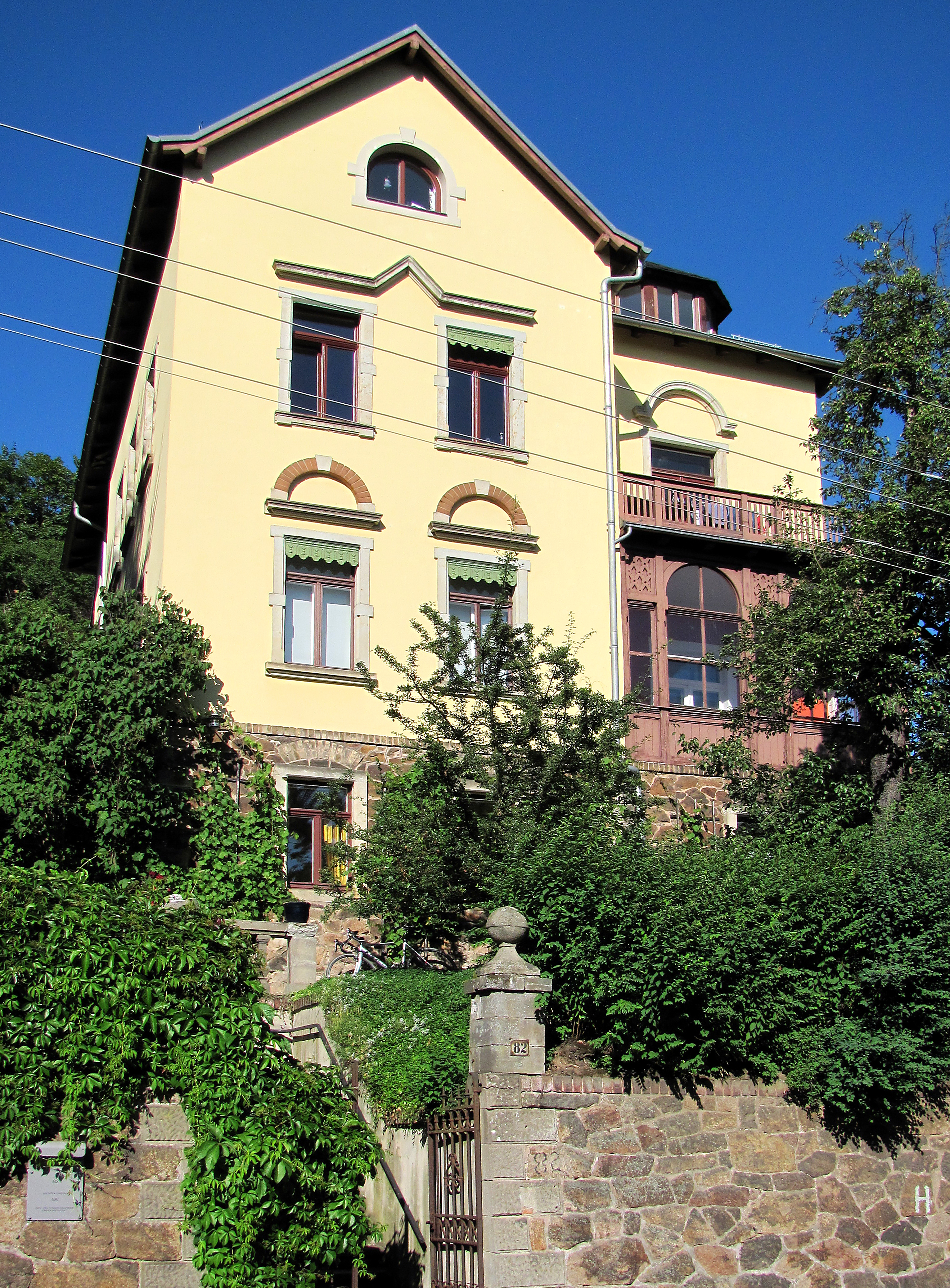
Mietvilla Antonie Welte

## Beschreibung

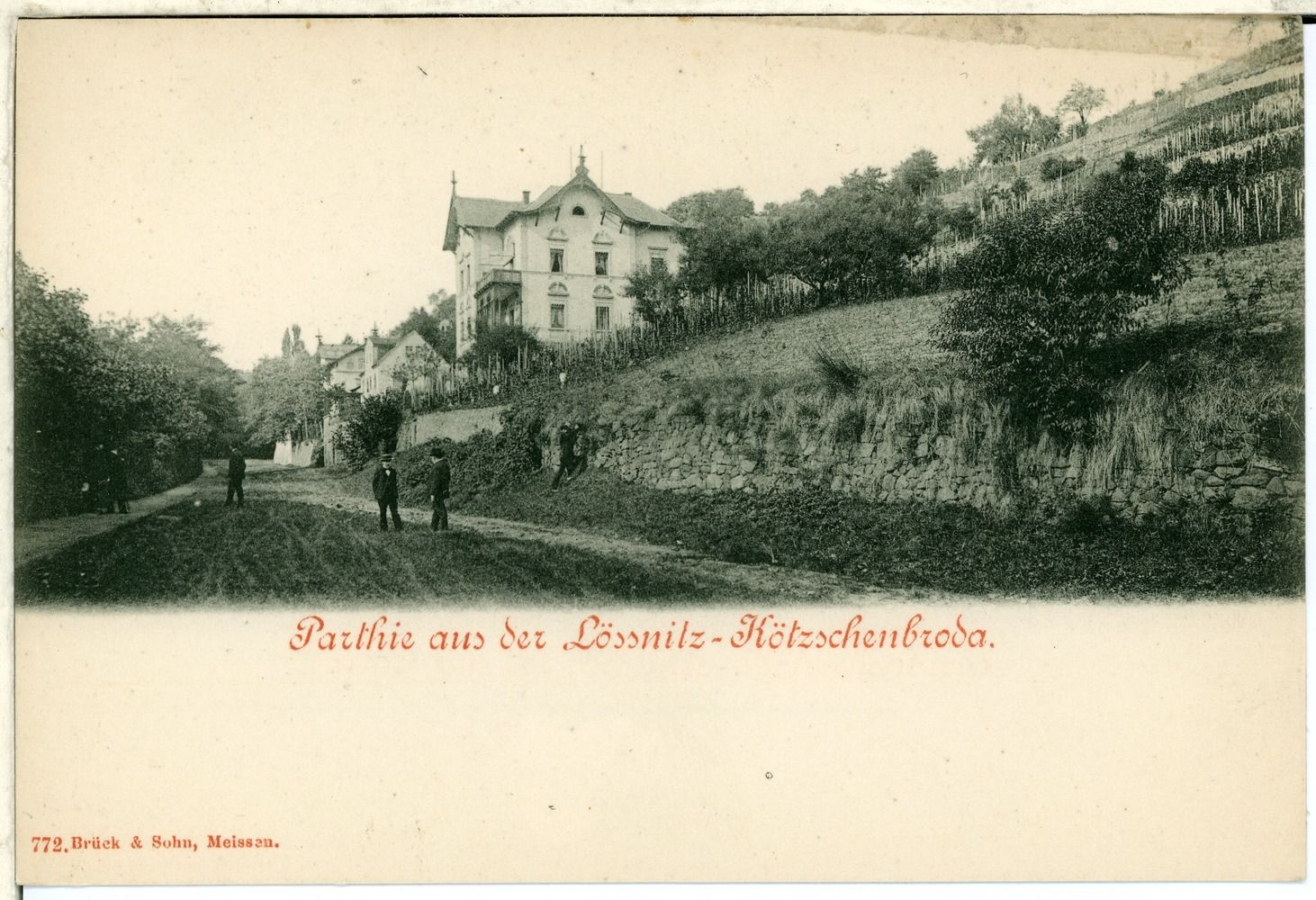
Die einzigen drei Häuser am Ende der Oberen Bergstraße, 1898

Die mit Stützmauer und Pforte unter Denkmalschutz stehende Mietvilla liegt am Fuß eines etwa 70 Höhenmeter steil abfallenden Hanggrundstücks der Lausitzer Verwerfung, das oben an der Hochfläche der Lausitzer Platte an den Weg Am Wasserturm grenzt, wo wenige Dutzend Meter weiter östlich der Wasserturm steht. Auf Teilen dieser nach Südwesten ausgerichteten Steillage des als Gesamthang zum Radebeuler Steinrücken gehörenden Hangs wird heute wieder Weinanbau betrieben. Das Gebäude selbst ragt steil oberhalb der Oberen Bergstraße auf, die gegen den Hangdruck durch eine hohe Stützmauer aus Bruchstein als Einfriedung geschützt wird. In dieser findet sich ein schmiedeeisernes Eingangstor, dessen Torpfeiler durch Kugelaufsätze geschmückt sind. Hinter dem Tor führt eine zweimal abknickende, steile Freitreppe zum Haus und zum dahinter gelegenen Garten.
Der zweigeschossige Putzbau steht auf einem zur Talseite hin hohen Souterrainsockel aus Polygonal-Bruchsteinmauerwerk. Oben auf dem Wohnhaus sitzt ein abgeplattetes Schiefer-Walmdach. In der Straßenansicht des nicht ganz quadratischen, mit seiner leicht schmäleren Seite zu dieser hin ausgerichteten, Baus steht links ein weit vorstehender Seitenrisalit mit Satteldach und ehemals einem halbrunden Gesprengebogen. Der Risalit vermittelt den Eindruck, dass das Haus mit einer nur zweiachsigen Giebelseite zur Straße ausgerichtet wäre. Dieser Eindruck entstand abweichend von der damals gültigen, lokalen Bauordnung. Rechts des Risalits steht vor der Rücklage eine eingeschossige, verglaste Holzveranda mit Austritt obenauf. Diese endet aufgrund der enormen Vorlage des Seitenrisalits bereits hinter dessen Giebelfront, was für Radebeuler Bauwerke ungewöhnlich ist.
Die Rücklage der Veranda ist die Seitenwand eines in der rechten Seitenansicht links stehenden weiteren Seitenrisalits. In der linken Seitenansicht befindet sich der Hauseingang in einem hölzernen Vorbau, vor dem sich eine Plattform der Eingangsfreitreppe befindet, die dort durch eine Balustrade geschützt ist.
Die Wandgliederungen und Giebel des reduzierten Putzbaus wurden im Laufe der Jahrzehnte vereinfacht, ehemals vorhandene Gesimse, Ecklisenen sowie Stuckdekor sind verschwunden. Die Fenster werden von Sandstein eingefasst und zur Straße hin von ebensolchen Verdachungen geschützt. Dazu kommen einige Überfangbögen aus Sicht-Ziegelstein.

## Geschichte

Lage der Champagnerfabrik Niederlößnitz (rot eingefärbt), 1857. Rechts darüber der nach Südwesten ausgerichtete Bussardberg. Unten rechts an der gestrichelten Linie: Station Kötzschenbroda.

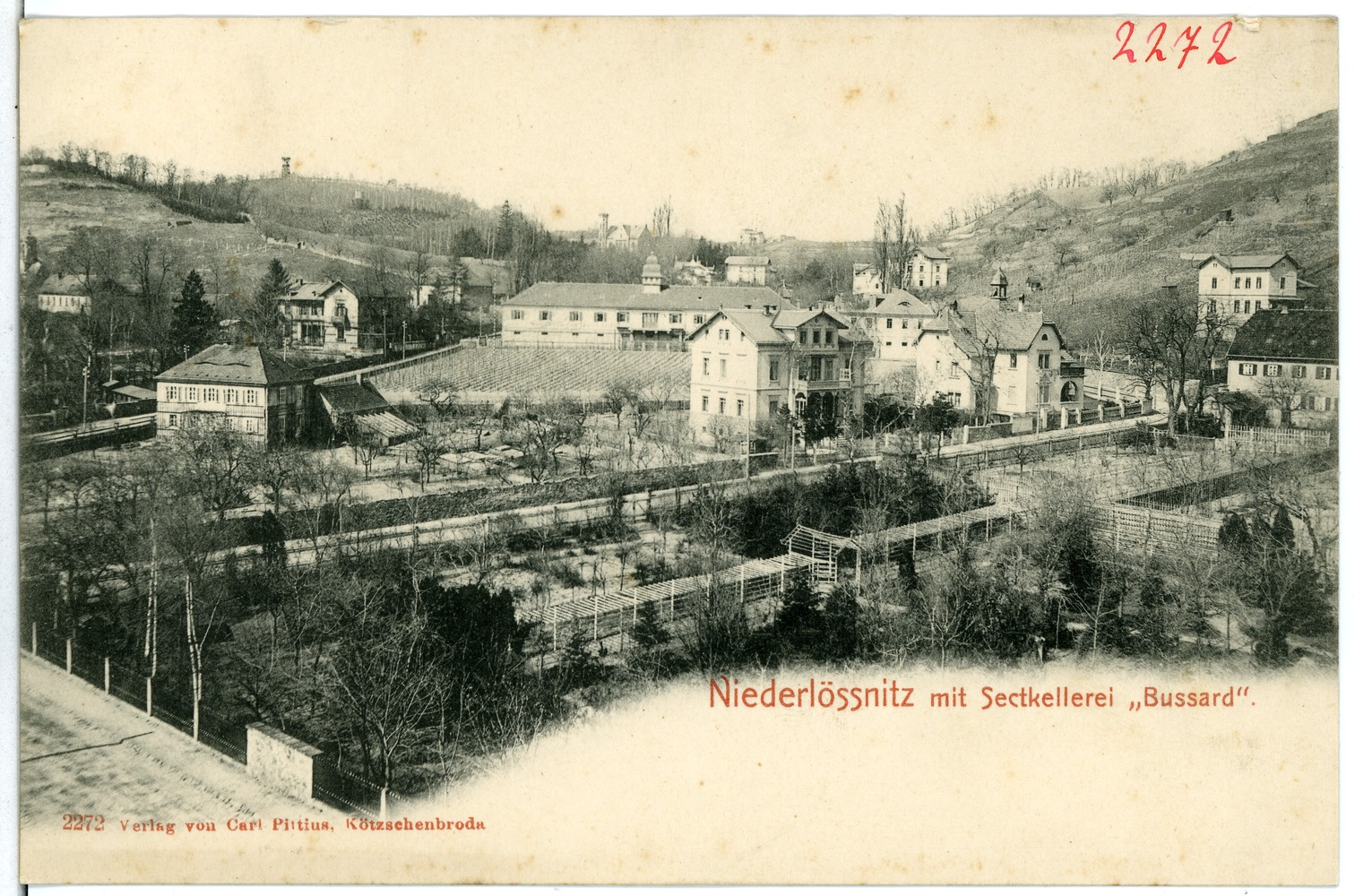
Sektkellerei Bussard (Mitte), das oberste rechte Haus im Hintergrund ist die Mietvilla von Antonie Welte. Der Hang darum herum ist noch unbebaut. Postkarte von 1902

Antonie Marie Welte, Witwe des Altphilologen Moritz Welte, der Professor am Wettiner Gymnasium in Dresden gewesen war, war die Mutter des späteren Regierungsbaumeisters beziehungsweise sächsischen Baurats Max Welte, eines jugendlichen Freunds und Schützlings von Karl May. Nach dem Tod ihres Ehemanns ließ sie mit Bauantrag vom Februar 1898 in der Niederlößnitz eine Mietvilla errichten. Die Ausführung geschah durch die Bauunternehmung von F. A. Bernhard Große, der dazu im März jenes Jahres die Baugenehmigung erhielt. Die Fertigmeldung erging im August und am 26. Dezember 1898 erfolgte die amtliche Baurevision. Das Grundstück liegt auf dem ehemaligen Bussardberg, der als Weinberg zur unterhalb gelegenen Sektkellerei Bussard gehörte, und der im Zuge der Reblauskatastrophe in der Lößnitz aufgegeben und zu Wohnzwecken parzelliert wurde.
Zahlreiche Postkarten jener Zeit mit Einladungen gingen von Karl May an die „Hochwohlgeborenen Damen“ (Mutter Welte und Max Weltes Schwester Rosa) und auch insbesondere an den Schützling Max Welte, wenn er sich zu den Feiertagen bei seiner Mutter in der Hohenzollernstraße aufhielt. Geschichtlich interessant sind diese Postkarten, da sie aus dem wenige Kilometer südöstlich gelegenen Alt-Radebeul, wo May wohnte, in das benachbarte Niederlößnitz wohl über Leipzig transportiert wurden, denn sie tragen einen Gegenstempel „Leipzig“.
Im Jahr 1907 erfolgte ein Anbau auf der Gebäuderückseite.

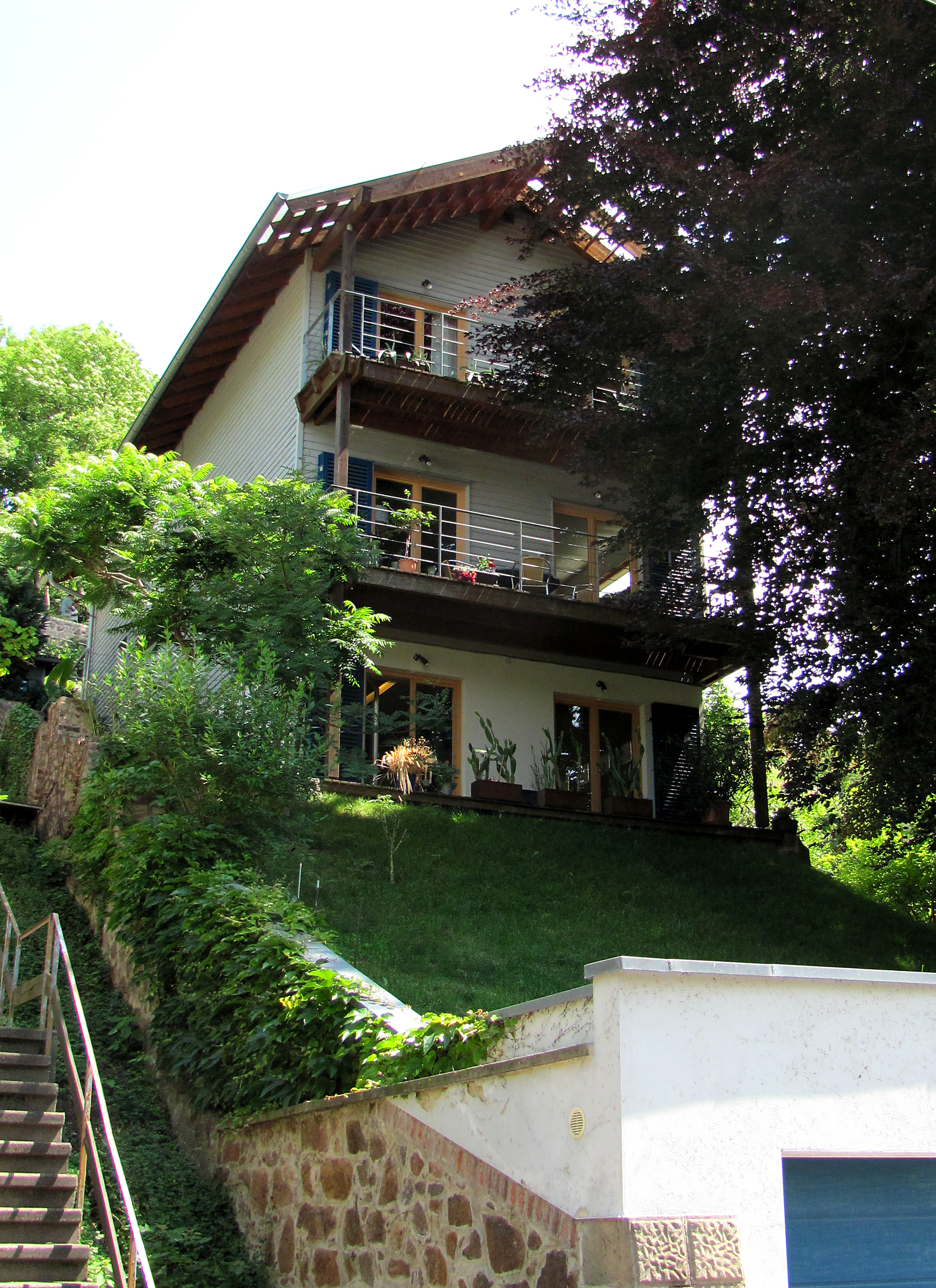
Nachbarhaus: Haus Richter

Nach der Wende in der DDR wurde das Grundstück Mitte der 1990er Jahre durch eine Architektenfamilie übernommen, die es denkmalgerecht sanierte und lange dort ihr Büro betrieb. Auf dem linken Nachbargrundstück Obere Bergstraße 84 steht in ähnlicher Lage ein Neubau (Haus Richter von 1998), dessen Eigentümer mit dem Bauherrenpreis der Stadt Radebeul ausgezeichnet wurden. Die giebelständige und schlanke Bauform des Neubaus nimmt den Eindruck des Seitenrisalits des Altbaus auf und doppelt ihn in der Ansicht von der Straße aus.